# Movimento pela independência de Porto Rico
O movimento pela independência de Porto Rico refere-se às iniciativas de habitantes ao longo da história de Porto Rico para obter total independência política para a nação insular, primeiramente do Império Espanhol, de 1493 a 1898, e desde 1898 dos Estados Unidos. Uma grande variedade de grupos, movimentos, partidos políticos e organizações trabalharam pela independência de Porto Rico ao longo dos séculos.
Um espectro de sentimentos e partidos políticos autonomistas, nacionalistas e independentistas existem na ilha. Desde o início do século XIX, as organizações que defendem a independência em Porto Rico têm tentado meios políticos pacíficos, bem como ações revolucionárias violentas para alcançar seus objetivos. A declaração de independência de Porto Rico ocorreu em 23 de setembro de 1868, em um evento conhecido como Grito de Lares, onde foi hasteada a primeira bandeira porto-riquenha e foi a primeira grande revolta contra a Espanha. Desde a segunda metade do século XX, o movimento pela independência não tem sido amplamente apoiado pelo público porto-riquenho, não conseguindo ganhar força tanto nos plebiscitos como nas eleições. Em um referendo sobre o status em 2012, 5,5% votaram pela independência, enquanto a incorporação obteve mais de 61,11% dos votos. A independência também recebeu o menor apoio, menos de 4,5% dos votos, nos referendos sobre o status em 1967, 1993 e 1998.
No quarto referendo realizado em 2012, 54% dos votos eram favoráveis a alteração do status de Porto Rico, mas o governo federal não adotou medidas para fazê-lo. Um quinto plebiscito realizado em 11 de junho de 2017, com uma afluência de 23% dos eleitores, teve a menor participação entre todos os referendos sobre o status realizado em Porto Rico. A opção de independência recebeu apenas 1,5% dos votos no referendo.